# Harro Ohlenburg
Harro Ohlenburg (* 11. September 1942; † 23. Februar 2011) war ein deutscher Soziologe und Hochschullehrer. 
Ohlenburg studierte ab 1963 an der FU Berlin Soziologie und arbeitete dort bis 1975 als Wissenschaftlicher Assistent. Ab 1975 arbeitete Ohlenburg an der Fachhochschule Ostfriesland bzw. Fachhochschule Oldenburg/Ostfriesland/Wilhelmshaven, ab 1978 war er  Professor für Industrie- und Betriebssoziologie. Harro Ohlenburg übernahm während der Jahre 1981–1985 und 1989–1995 die Funktion des Rektors der Fachhochschule. Seit dem Jahr 2007 war Ohlenburg als selbständiger Berater im Rahmen des Instituts für Sozial- und Gesundheitswissenschaften (GbR) tätig. Zu seinen Forschungsgebieten zählte die Industrie- und Betriebssoziologie sowie die Organisationssoziologie. Er emeritierte im Jahr 2007. 
Bis 2011 wirkte er bei Region Ostfriesland e.V. als Vorstandsmitglied für den Bereich Arbeit, Bildung und Kultur mit. Dort förderte er im Rahmen des Projekts „Garten für Jeden“ den Aufbau der ersten fünf Mehrgenerationengärten in Ostfriesland.

## Schriften
- Berufsanfang in der sozialen Arbeit. zusammen mit Ursula Koch. Weinheim: Beltz, 1982. ISBN 3407581599.
- Industrie- und Betriebssoziologie in der DDR. 1974.